# Sandarak
Sandarak – miękka żywica naturalna.

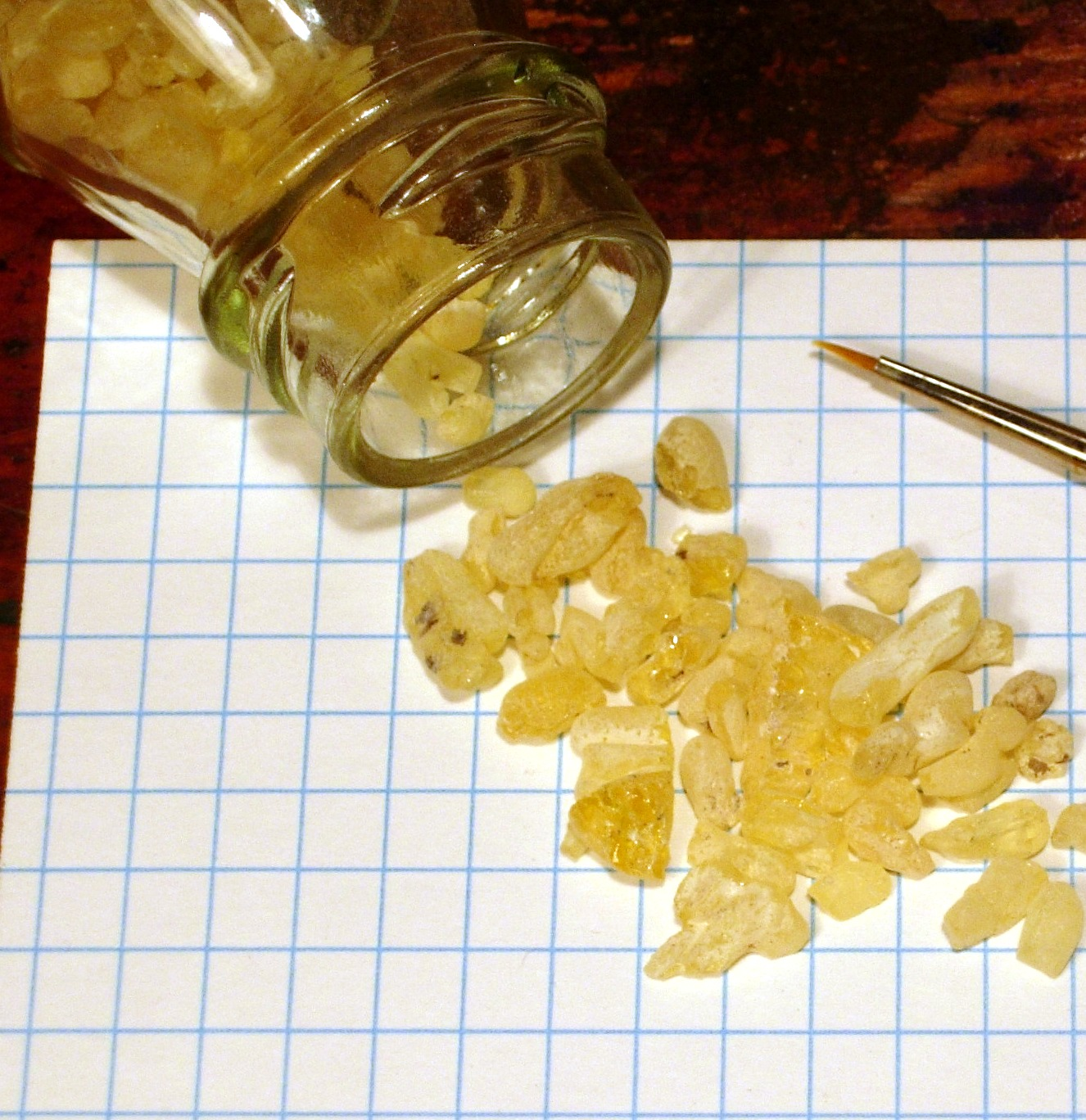
Bryłki sandaraku

Sandarak występuje w kilku rodzajach w zależności od pochodzenia:
- afrykański – żywica cyprzyku czteroklapowego Tetraclinis articulata, występującego głównie w Maroku i Algierii[1],
- australijski – żywica żywiczlinu Callitris sinensis[2],
- niemiecki – żywica jałowca pospolitego Juniperus communis[2].

oraz w kilku odmianach w zależności od jakości handlowej:
- naturalny – opylony,
- electa – przebrany,
- extrafein – najwyższej jakości.

Sandarak sprzedawany jest w postaci bryłek pokroju kulistego lub obłego o barwie bladożółtej do brunatnej, pokrytych pyłkiem. Jest żywicą o złomie szklistym i przejrzystym. Mięknie w temperaturze 100 °C. Topi się w temperaturze od 145 do 148 °C. Rozpuszcza się zupełnie w alkoholu metylowym, etylowym i amylowym, eterze dietylowym i olejku spikowym. W chloroformie rozpuszcza się w około 45%, a w tetrachlorometanie w około 2%. Werniks sandarakowy w olejku spikowym jest werniksem bardzo wolno schnącym i ma zastosowanie jako składnik spoiwa temperowego i jako werniks końcowy w malowidłach emulsyjnych. Werniksu sandarakowego spikowego nie należy używać w połączeniu z olejkiem terpentynowym, gdyż tenże wytrąca sandarak z werniksu. Nie nadaje się także do zastosowania w malowidłach olejnych. Sandarak ma niezwykłą właściwość. Zabezpiecza bowiem miejsce na papierze, w którym wytarto pismo przed rozlewaniem się w tym miejscu atramentu przy ponownym pisaniu. W tym celu należy potrzeć owo miejsce pyłem sandarakowym.
Sandarak jest również stosowany jako kadzidło. Jego bryłki umieszcza się na rozgrzanym węgielku trybularzowym i czeka, aż zaczną się topić, uwalniając zapach.